# Eutrochium steelei
Eutrochium steelei là một loài thực vật có hoa trong họ Cúc. Loài này được (E.E.Lamont) E.E.Lamont mô tả khoa học đầu tiên năm 2004.